# Principessa Jolanda
Die Principessa Jolanda war ein italienisches Passagierschiff, das durch seinen Untergang während des Stapellaufs im September 1907 bekannt wurde.

## Bau
Die Principessa Jolanda wurde als eines von zwei Schwesterschiffen bei Cantiere Navale in Sestri Levante für die italienische Navigazione Generale Italiana gebaut. Benannt war das Schiff nach Jolanda von Savoyen (1901–1986), der ältesten Tochter des damaligen italienischen Königs Viktor Emanuel III. Zum Zeitpunkt ihres Baus war die Principessa Jolanda das größte je gebaute Passagierschiff Italiens. Die Baukosten für das Schiff betrugen sechs Millionen Lire. Für das Design des luxuriösen Innenraums war der italienische Innenarchitekt Erasmo Piaggio verantwortlich. Die Principessa Jolanda galt als der erste wahre italienische Luxusliner. Sie war außerdem eines der ersten Schiffe, die über einen drahtlosen Telegraphen und Telefone in jeder Kabine verfügten.

## Stapellauf und Untergang
Am 22. September 1907 wurde die bereits komplett eingerichtete Principessa Jolanda gegen 12:25 Uhr vom Stapel gelassen. Dem Schauspiel wohnten sowohl geladene Gäste (darunter das italienische Königspaar) als auch zahlreiche Reporter bei. Weil die Rampe während des Stapellaufs teilweise einbrach, bekam das Schiff jedoch nur wenige Augenblicke nach dem geglückten Stapellauf langsam Schlagseite. Die an Bord befindlichen Arbeiter versuchten mit dem Steuerbordanker ein Kentern zu verhindern. Außerdem kamen dem Schiff mehrere Schlepper zu Hilfe. Dennoch wurde die Schlagseite der Principessa Jolanda nach zehn Minuten so stark, dass Wasser über das offene Promenadendeck in das Schiff strömen konnte. Kurz darauf kenterte die Principessa Jolanda.
Teile der Aufbauten und des Rumpfes ragten jedoch weiterhin aus dem Wasser. Neben den Werftarbeitern befanden sich außerdem mehrere Gäste sowie der zukünftige Kapitän der Principessa Jolanda an Bord, die jedoch alle unverletzt das Schiff verlassen konnten.
Eine Bergung der Principessa Jolanda galt als unmöglich, weshalb sie vor Ort verschrottet wurde. Die Maschinen des Schiffes konnten jedoch repariert werden und wurden später in das Schwesterschiff Principessa Mafalda eingebaut.

## Unglücksursache
Als Ursache für den Untergang der Principessa Jolanda wurde mangelnde Stabilität festgestellt, deren Ursache die volle Ausrüstung des Schiffes bei leeren Laderäumen und Kohlenbunkern waren. Beim Stapellauf war die Principessa Jolanda topplastig und bekam Schlagseite, woraufhin die Einrichtungsgegenstände zur Seite rutschten, was die Stabilität zusätzlich beeinträchtigte. Außerdem wurde vermutet, dass beim Stapellauf der Rumpf beschädigt worden sein könnte und so Wasser in das Schiff drang.

## Das Schwesterschiff
Nach dem Unglück der Principessa Jolanda wurden beim Stapellauf des Schwesterschiffes Principessa Mafalda Vorkehrungen getroffen. Die Ausstattung sowie die Aufbauten des Schiffes wurden erst nach dem Stapellauf montiert. Die Principessa Mafalda wurde im März 1909 in Dienst gestellt. Im Ersten Weltkrieg diente das Schiff als schwimmende Unterkunft für Offiziere. Anschließend wurde es wieder auf seiner alten Route als Passagierschiff eingesetzt. Am 25. Oktober 1927 sank die Principessa Mafalda, nachdem eine Schraubenwelle gebrochen war. 314 Passagiere und Besatzungsmitglieder kamen dabei ums Leben.